# Frank Keating
Anthony Francis "Frank" Keating (Saint Louis, 10 de fevereiro de 1944) é um político norte-americano. Foi senador e governador de Oklahoma.
Nascido no Missouri, sua família mudou-se para Tulsa (Oklahoma) quando ele tinha apenas seis meses.
Depois de uma carreira no FBI, ele foi eleito em 1973 para a Câmara dos Representantes do Oklahoma. Em 1975 ele foi eleito para o Senado do estado de Oklahoma. De 1995 a 2003, foi governador de Oklahoma.